# فخر الدين قره أرسلان
و هو قرة بن أرسلان بن سقمان بن أرتق 543 -570هـ/1148-1174م
.ضمن الدولة الأرتقية يعود نسبه إلى قبيلة الدقر الذين ينتمون إلى الغز التركمان. وقد ساهمت هذه الأسرة في تكوين الدولة السلجوقية ثم سنحت لهم الفرصة في الاستقلال ديار بكر وماردين وحصن كيفا و وهو حصن زياد وميافارقين، و منبج، وامتد سلطانها في بعض الأزمنة إِلى حلب.
حكم ديار بكر حصن زياد ربطته علاقة تحالف وثيق مع نور الدين زنكي و شارك في معركة حارم وسند إليه رعاية ابنه محمد بعد وفاته سنة 562هـ/ 1166م.